# Schwarzachsel-Schwalbenschwänzchen
Das Schwarzachsel-Schwalbenschwänzchen (Chromis atripectoralis) ist ein Fischart aus der Familie der Riffbarsche (Pomacentridae). 

## Verbreitung und Lebensweise
Die Fische leben in den Korallenriffen des tropischen Indopazifik, an den Inseln Ozeaniens (nicht bei Hawaii) und im Indischen Ozean bei den Seychellen, Thailand und der Westküste Australiens.  
Sie leben in großen Schwärmen über buschförmigen Steinkorallen, meist der Gattung Acropora, in Tiefen von zwei bis fünfzehn Meter. Sie sind ständig mit der Jagd auf Zooplankton beschäftigt. Im Unterschied zum Grünen Schwalbenschwänzchen (Chromis viridis) entfernt sich das Schwarzachsel-Schwalbenschwänzchen weiter von seinem heimischen Korallenstock und legt größere Entfernungen im freien Wasser zurück. Vom Grünen Schwalbenschwänzchen unterscheidet ihn neben seinem Verhalten ein dunkler Fleck an der Basis der Brustflossen und seine Größe, das Schwarzachsel-Schwalbenschwänzchen wird acht bis zwölf Zentimeter lang.

## Aquaristik
In der Meerwasseraquaristik wird das Schwarzachsel-Schwalbenschwänzchen nicht so häufig gehalten wie das Grüne Schwalbenschwänzchen. Wie dieser ist er nicht ganz einfach zu halten, da er ein Dauerfresser ist und sein Verdauungssystem auf die normalerweise nur zwei bis drei Fütterungen täglich nicht eingestellt ist. Zur Haltungsverbesserung kann ein Futterautomat tagsüber stündlich eine kleine Portion Futter geben.